# Hypodiscus striatus
Hypodiscus striatus là một loài thực vật có hoa trong họ Restionaceae. Loài này được (Kunth) Mast. mô tả khoa học đầu tiên năm 1869.